# Бузешти (Горж)
Бузешти (рум. Buzești) насеље је у Румунији у округу Горж у општини Красна. Oпштина се налази на надморској висини од 366 m.

## Становништво
Према подацима из 2002. године у насељу је живело 399 становника, од којих су сви румунске националности.